# Liste der venezolanischen Botschafter in Brasilien
Die Botschaft befindet sich in Brasília.
| Ernannt / Akkreditiert | Botschafter                      | Bemerkungen | ernannt von Staatspräsidenten von Venezuela | Präsident Brasiliens                 | Posten verlassen |
| ---------------------- | -------------------------------- | --- | ------------------------------------------- | ------------------------------------ | ---------------- |
| 1863                   | Pedro Rodríguez Fernández Chávez | Konsul in Rio de Janeiro | Juan Crisóstomo Falcón                      | Peter II.                            |                  |
| 1868                   | José A. de Freitas               | Honorarkonsul in Bahia | Guillermo Tell Villegas                     | Peter II.                            |                  |
| 1869                   | Juan Francisco de Silva Novaes   | Honorarkonsul in Pernambuco | Guillermo Tell Villegas                     | Peter II.                            |                  |
| 1876                   | Gerónimo E. Blanco               | | Antonio Guzmán Blanco                       | Peter II.                            |                  |
| 1878                   | Quintín Bocayuva                 | Generalkonsul in Rio de Janeiro | José Gregorio Varela Linares                | Peter II.                            |                  |
| 1881                   | Benjamín Antunes d’Oliveira      | Honorarkonsul in Río Grande del Norte | Antonio Guzmán Blanco                       | Peter II.                            |                  |
| 1882                   | B. Caymani                       | Konsul in Rio de Janeiro | Antonio Guzmán Blanco                       | Peter II.                            |                  |
| 1882                   | Adriano Pimentel                 | Konsul in Manaus | Antonio Guzmán Blanco                       | Peter II.                            |                  |
| 1882                   | Bartolomé Level                  | Konsul in Pará | Antonio Guzmán Blanco                       | Peter II.                            |                  |
| 1882                   | Enrique Manuel Viana             | Konsul in São Luís | Antonio Guzmán Blanco                       | Peter II.                            |                  |
| 1883                   | Carlos de Paula López            | Vizekonsul in Pernambuco | Antonio Guzmán Blanco                       | Peter II.                            |                  |
| 1887                   | Emilio de Barros                 | Konsul in Río de Janeiro | Antonio Guzmán Blanco                       | Peter II.                            |                  |
| 1887                   | Joaquín López Machado            | Konsul in Pernambuco | Antonio Guzmán Blanco                       | Peter II.                            |                  |
| 1887                   | Barón V. de San Raimundo         | Honorarkonsul in Bahia | Antonio Guzmán Blanco                       | Peter II.                            |                  |
| 1891                   | Domingo Santos Ramos             | außerordentlicher Gesandter und Ministre plénipotentiaire | Raimundo Andueza Palacio                    | Floriano Peixoto                     |                  |
| 1896                   | Jacinto Regino Pachano           | außerordentlicher Gesandter und Ministre plénipotentiaire, General | Joaquín Crespo                              | Prudente de Morais                   |                  |
| 1914                   | Emilio Constantino Guerrero      | | Victorino Márquez Bustillos                 | Venceslau Brás Pereira Gomes         |                  |
| 1921                   | Diego Carbonell                  | | Juan Vicente Gómez                          | Epitácio da Silva Pessoa             |                  |
| 1924                   | José Austria                     | Geschäftsträger | Juan Vicente Gómez                          | Artur da Silva Bernardes             |                  |
| 1925                   | José Abel Montilla               | | Juan Vicente Gómez                          | Artur da Silva Bernardes             |                  |
| 1930                   | Julio Sardi                      | | Juan Bautista Pérez                         | Getúlio Vargas                       |                  |
| 1932                   | Alberto Urbaneja                 | | Juan Vicente Gómez                          | Getúlio Vargas                       |                  |
| 1937                   | José Nucete Sardi                | außerordentlicher Gesandter und Ministre plénipotentiaire | Eleazar López Contreras                     | Getúlio Vargas                       |                  |
| 1943                   | José Rafael Gabaldón             | Botschafter, General | Isaías Medina Angarita                      | Getúlio Vargas                       |                  |
| 1945                   | Rafael Rojas (Botschafter)       | | Rómulo Betancourt                           | José Linhares                        |                  |
| 1946                   | Manuel Pulido Méndez             | | Rómulo Betancourt                           | Eurico Gaspar Dutra                  |                  |
| 1948                   | José Rafael Pocaterra            | | Rómulo Gallegos                             | Eurico Gaspar Dutra                  |                  |
| 1949                   | Tito Gutiérrez Alfaro            | | Rómulo Gallegos                             | Eurico Gaspar Dutra                  |                  |
| 1952                   | Rafael Gallegos Medina           | | Marcos Pérez Jiménez                        | Getúlio Vargas                       |                  |
| 1955                   | Atilano Carnevali                | | Marcos Pérez Jiménez                        | Nereu Ramos                          |                  |
| 1956                   | Leonardo Altuve Carrillo         | | Marcos Pérez Jiménez                        | Juscelino Kubitschek                 |                  |
| 1958                   | José Nucete Sardi                | | Wolfgang Larrazábal                         | Juscelino Kubitschek                 |                  |
| 1958                   | Mariano Picón Salas              | | Wolfgang Larrazábal                         | Juscelino Kubitschek                 | 1959             |
| 6. Mai 1961            | José Luis Salcedo Bastardo       | | Rómulo Betancourt                           | Jânio Quadros                        |                  |
| 1963                   | Luis Ignacio Sánchez Tirado      | Geschäftsträger | Rómulo Betancourt                           | João Goulart                         |                  |
| 1967                   | José Nucete Sardi                | | Rómulo Betancourt                           | Artur da Costa e Silva               |                  |
| 1968                   | Elbano Provenzali Heredia        | | Rómulo Betancourt                           | Artur da Costa e Silva               |                  |
| 1970                   | Luis Croce Orozco                | | Rafael Caldera                              | Emílio Garrastazu Médici             |                  |
| 1972                   | Alfredo Baldó Casanova           | | Rafael Caldera                              | Emílio Garrastazu Médici             |                  |
| 1975                   | Jesús Humberto Moret Arellano    | General | Carlos Andrés Pérez                         | Ernesto Geisel                       |                  |
| 1979                   | Freddy Arocha Castresana         | Generaldirektor des Ministeriums für Energie und Bergbau, und Leiter des Ministeriums. Er schloss die V Jornadas Técnicas de Petroleo (fünfte technische Sitzungen zur Erdölentwicklung). | Luís Herrera Campíns                        | João Baptista de Oliveira Figueiredo |                  |
| 1982                   | Ildegar Pérez Segnini            | (* 17. März 1925) Sohn von Elena Segnini Morón und Pedro Pablo Pérez Ruedas. Verheiratet mit Yolanda Rodríguez. Söhne Luis, Rodrigo, Juan Carlos, Alvaro und Rómulo. Besuchte die Escuela Práctica de Agricultura de Maracay und wurde Landwirt. 1943 wurde er als Assistent für Impfaktionen des Medicatura Veterinaria de Machinues im Estado Zulia beschäftigt. 1944 wurde er zum stellvertretenden Leiter der Zootecnia de Calabozo, Estado Guárico ernannt. 1982 war er Botschafter in Lima. 1987 vertrat er die venezolanischen Regierung bei der Lateinamerikanische Integrationsvereinigung. 1991 war er Botschafter in Bogotá. Von 1991 bis 1993 war er Botschafter in Lissabon. | Luís Herrera Campíns                        | João Baptista de Oliveira Figueiredo |                  |
| 2002                   | Vladimir Villegas                | | Hugo Chávez                                 | Fernando Henrique Cardoso            |                  |
| 23. Dez. 2013          | Diego Alfredo Molero Bellavia    | | Nicolás Maduro                              | Dilma Rousseff                       |                  |